# Стабилометр

Стабило́метр — прибор, применяемый для исследования механических свойств грунта в условиях трёхосного сжатия (стабилометрические испытания). Конструктивно является наиболее совершенным прибором для лабораторных испытаний грунтов, так как позволяет воссоздать естественное напряжённое состояние образца, как под действующими напряжениями, так и по давлению жидкости в порах грунта.

## Описание и использование
В практике исследований грунтов используются различные модификации стабилометров, в зависимости от поставленной задачи, например для исследования грунтов с различными значениями дисперсии.
В общем случае стабилометр представляет собой герметичную камеру, в которую помещается образец цилиндрической формы в эластичной оболочке. Через верхний и нижний штампы к образцу прикладывается вертикальная нагрузка. Путём повышения давления рабочего тела в камере (жидкости или газа) формируется горизонтальное давление по образующей цилиндра. Оболочка отделяет полость камеры от образца, что позволяет создавать в образце давление поровой жидкости, отличное от давления в камере.
Стабилометры классифицируются по конструкциям камеры, способу приложения вертикальной и горизонтальной нагрузок, размерам образцов.
Испытание проводится в несколько этапов, основными из которых являются предварительное уплотнение, водонасыщение и приложение дополнительной вертикальной нагрузки. В зависимости от целей исследования эти этапы могут выполняться в различном порядке и при различных условиях.
Процесс испытания в трехосном приборе обычно состоит в изменении по заданной программе напряжений σ1 и σ2 = σ3 посредством увеличения или уменьшения давления в рабочей камере и усилия в штоке. При этом измеряются вертикальное сжатие и увеличение диаметра.
В стабилометрах можно создавать широкий диапазон видов напряженно-деформированных состояний грунта, например, при постоянном боковом сжатии, т.е. σ2 = σ3 и возрастании σ1 наблюдается, как и в случае одноосного сжатия, развитие продольных деформаций; при всестороннем сжатии σ1 = σ2 = σ3 как и в случае компрессионного испытания, наблюдается затухание деформации.
Оценка сжимаемости грунтов в стабилометрах производится по объемной деформации грунта.